# X l'Inconnu
Pour plus de détails, voir Fiche technique et Distribution.
X l'Inconnu (X: The Unknown) est un film britannique réalisé par Leslie Norman, sorti en 1956.

## Synopsis
En Écosse, le professeur Adam Royston expérimente un signal radio capable d'atténuer les effets nucléaires. Une fissure se produit et c'est la catastrophe.

## Fiche technique
- Titre français : X l'Inconnu[1]
- Titre original : X: The Unknown
- Réalisation : Leslie Norman
- Scénario : Jimmy Sangster
- Production : Michael Carreras et Anthony Hinds
- Société de production : Hammer Film Productions
- Musique : James Bernard
- Photographie : Gerald Gibbs
- Montage : James Needs
- Pays d'origine : Royaume-Uni
- Format : - 1,37:1 (recadré 1,66:1 pour diffusion TV) - Son Mono
- Procédé : Noir et blanc
- Genre : Science-fiction, horreur
- Durée : 81 minutes
- Date de sortie : 
  - Royaume-Uni : 1956
  - France : 27 février 1959[1]

## Distribution
- Dean Jagger : Professeur Adam Royston
- Archie Duncan : Sergent Yeardye
- Edward Chapman : John Elliott
- Leo McKern : Insp. McGill
- Anthony Newley : LCpl. 'Spider' Webb
- Jameson Clark : Jack Harding
- William Lucas : Peter Elliott
- Peter Hammond : Lt. Bannerman
- Marianne Brauns : Zena, the Nurse
- Ian MacNaughton : Haggis
- Michael Ripper : Sgt. Harry Grimsdyke
- John Harvey : Maj. Cartwright

## Autour du film
- Premier scénario d'un long-métrage pour Jimmy Sangster.
- Joseph Losey devait initialement diriger le film mais il fut renvoyé par les producteurs sur la demande de Dean Jagger qui refusait de travailler avec un sympathisant communiste.